# Ptilinopus superbus
El tilopo soberbio (Ptilinopus superbus) es una especie de ave columbiforme de tamaño medio (22–24 cm long),perteneciente a la familia Columbidae.

## Descripción

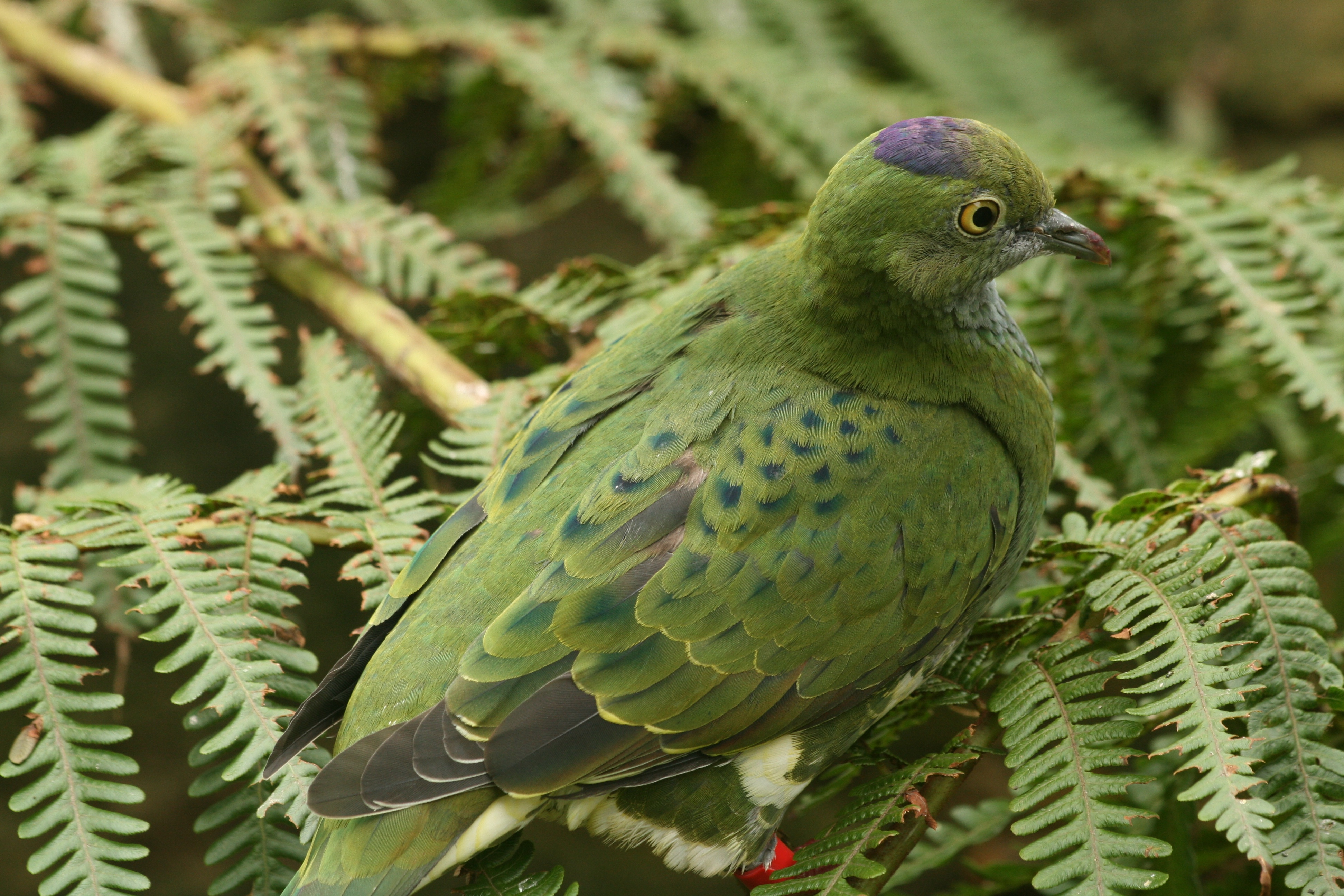
Hembra en Taronga Zoo, Australia

Tiene dimorfismo sexual. Los machos magníficamente coloreados con una ardiente nuca naranja, con espigas verdes, y una corona de color púrpura. El pecho es de color gris, y se divide desde el abdomen por una banda de ancho, de color azul oscuro. Sus alas son de color verde oliva cubiertas de manchas oscuras, y la cola se mezcla con blanco. Las hembras son principalmente verdes, con un abdomen blanco, las alas con las puntas azules, pechuga de color azul claro, y una mancha pequeña, de color azul oscuro en la parte posterior de la cabeza. Ambos sexos tienen ojos amarillos. A pesar de su plumaje colorido, está bien camuflada entre el follaje de la selva tropical.

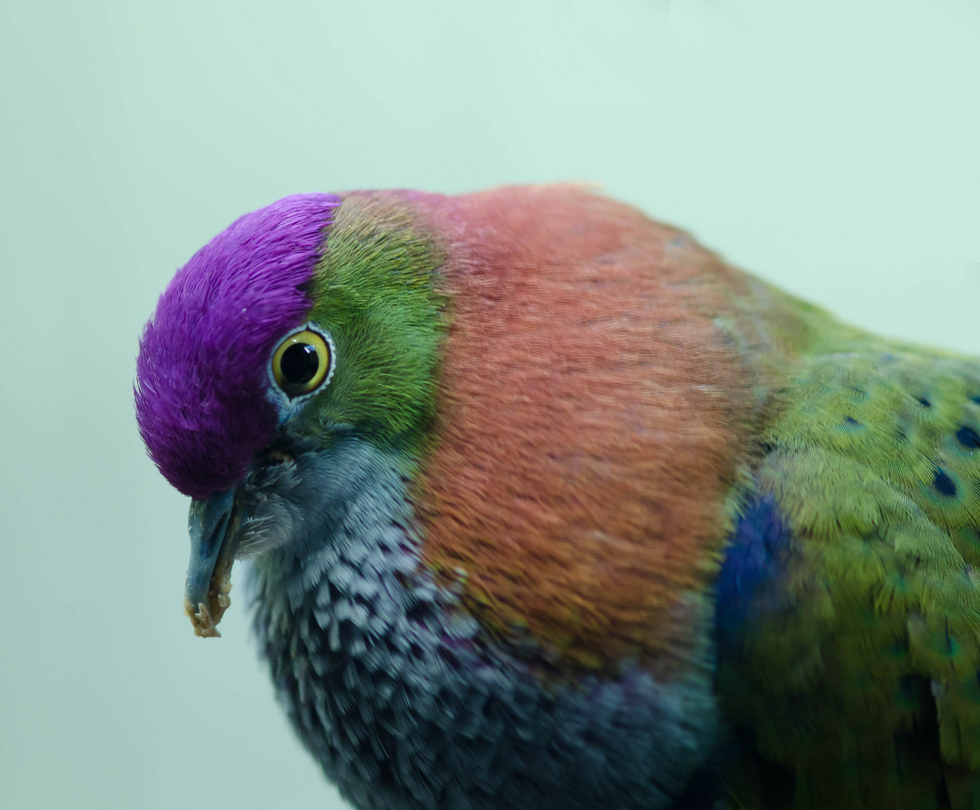
Macho en Burgers' Zoo, Netherlands

## Distribución
Originario de Australia, vive en las selvas de Nueva Guinea, Australia, Islas Salomón, las Filipinas y Célebes de Indonesia. En Australia, se encuentra desde el sur de Nueva Gales del Sur en torno a la ciudad de Moruya y se extiende hacia el norte, donde se hace más común para Cabo York, en Queensland. En algunas zonas de su área de distribución, como la selva de Nueva Guinea, que es un ave residente, en los hábitats más marginales o de temporada, como los de Australia, los rebaños se sabe que se mueven de acuerdo a la disponibilidad de alimentos

## Dieta
La paloma se alimenta principalmente de frutas y bayas. En el Port Moresby, la mayor parte de su dieta se encontró que era de higos, especialmente de Ficus albipila y Ficus benjamina, Canarium australianum drupas, y Archontophoenix, Calamus y Livistona. También como frecuentemente de Cinnamomum, Litsea, Neolitseay Cryptocarya. Alimento menos importantes fueron frutos de Ylang-ylang (Cananga odorata), Syzygium, y Vitex cofassus. Se alimentan de frutos más pequeños que algunas palomas de otras frutas, el tamaño máximo registrado fue de 2,5 cm ³. En una fruta esférica y un diámetro 1,7 cm.

## Comportamiento
La temporada de reproducción es de septiembre a enero. Construyendo una pequeña plataforma de ramitas a 5-30 metros por encima del suelo, en la que la hembra pone un huevo pequeño, blanco que incuba durante la noche. El macho toma su turno durante el día.